# Димитров, Росен
Ро́сен Ми́тков Дими́тров (10 мая 1982, София) — болгарский самбист, боец смешанного стиля, выступающий в средней и полусредней весовых категориях. Двукратный чемпион мира по боевому самбо, чемпион Европы, многократный победитель национальных первенств. В профессиональных боях ММА участвует с 2007 года, провёл более тридцати поединков при четырёх поражениях. Также известен как тренер по самбо и промоутер бойцовских турниров.

## Биография
Росен Димитров родился 10 мая 1982 года в Софии. Активно заниматься единоборствами начал в раннем детстве вместе с братом-близнецом Руменом. Страдал от избыточного веса и пошёл в спорт исключительно для того, чтобы похудеть.
Первого серьёзного успеха на взрослом международном уровне добился в 2007 году, когда побывал на чемпионате мира в Праге, откуда привёз награду золотого достоинства, выигранную в весовой категории до 82 кг. Год спустя завоевал золотую медаль на первенстве Европы в Тбилиси и получил бронзу на первенстве мира в Санкт-Петербурге. В 2010 году на чемпионате мира в Ташкенте дошёл до финала и в решающем матче должен был драться с россиянином Мурадом Керимовым, однако незадолго до начала финала снялся с соревнований из-за травмы и был награждён серебряной медалью. В следующем сезоне на аналогичных соревнованиях в Вильнюсе взял золото, став таким образом двукратным чемпионом мира по боевом самбо.
Одновременно с карьерой в боевом самбо начиная с 2007 года Димитров довольно успешно выступал в профессиональных боях по смешанным правилам. Большинство поединков провёл на турнирах местных болгарских промоушенов, один из наиболее серьёзных его оппонентов — соотечественник Йордан Радев, член олимпийской сборной по вольной борьбе, победивший его единогласным судейским решением. Провёл несколько поединков в российской организации M-1 Global, в том числе встречался с будущим её чемпионом Сергеем Корневым, которому проиграл досрочно техническим нокаутом. Имеет в послужном списке более тридцати поединков, из них проиграл только четыре.
В настоящее время занимается организацией боёв в рамках своего собственного промоушена Twins MMA, созданного вместе с братом. Также является тренером национальной сборной Болгарии по боевому самбо.